# Nycticebus coucang
Loris paresseux, Loris lent
Espèce
Statut de conservation UICN

 EN  : En danger
Statut CITES
Le Loris paresseux ou Lorus lent, (Nycticebus coucang) est une des huit espèces de loris du genre Nycticebus. C'est une espèce menacée.

## Dénominations
L'espèce est également appelée Nycticèbe paresseux, Nycticèbe coucang ou encore Loris paresseux, même si ce terme désignait à l'origine le Loris grêle (Loris tardigradus).
Son nom de lent ou paresseux indique que ce loris se déplace lentement en grimpant dans les arbres.

## Aire de répartition et habitat
Le loris lent se trouve en Asie du Sud-Est, dans la péninsule malaise et sur l'île de Sumatra ainsi qu'en Thaïlande.

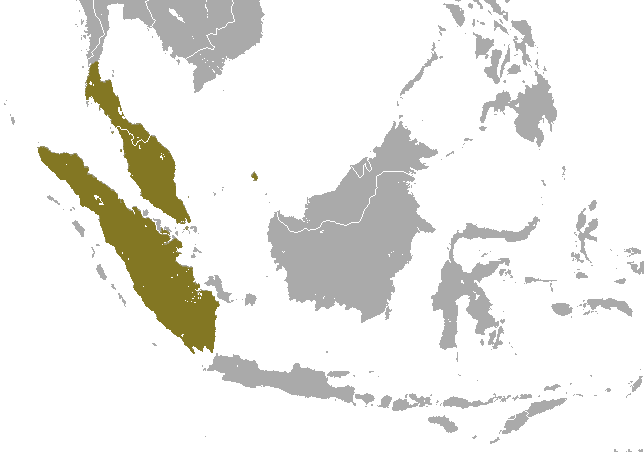
Aire de répartition du loris lent (îles de la Sonde).

Il vit dans les forêts tropicales primaires et secondaires ainsi que dans les bosquets de bambous.

## Description

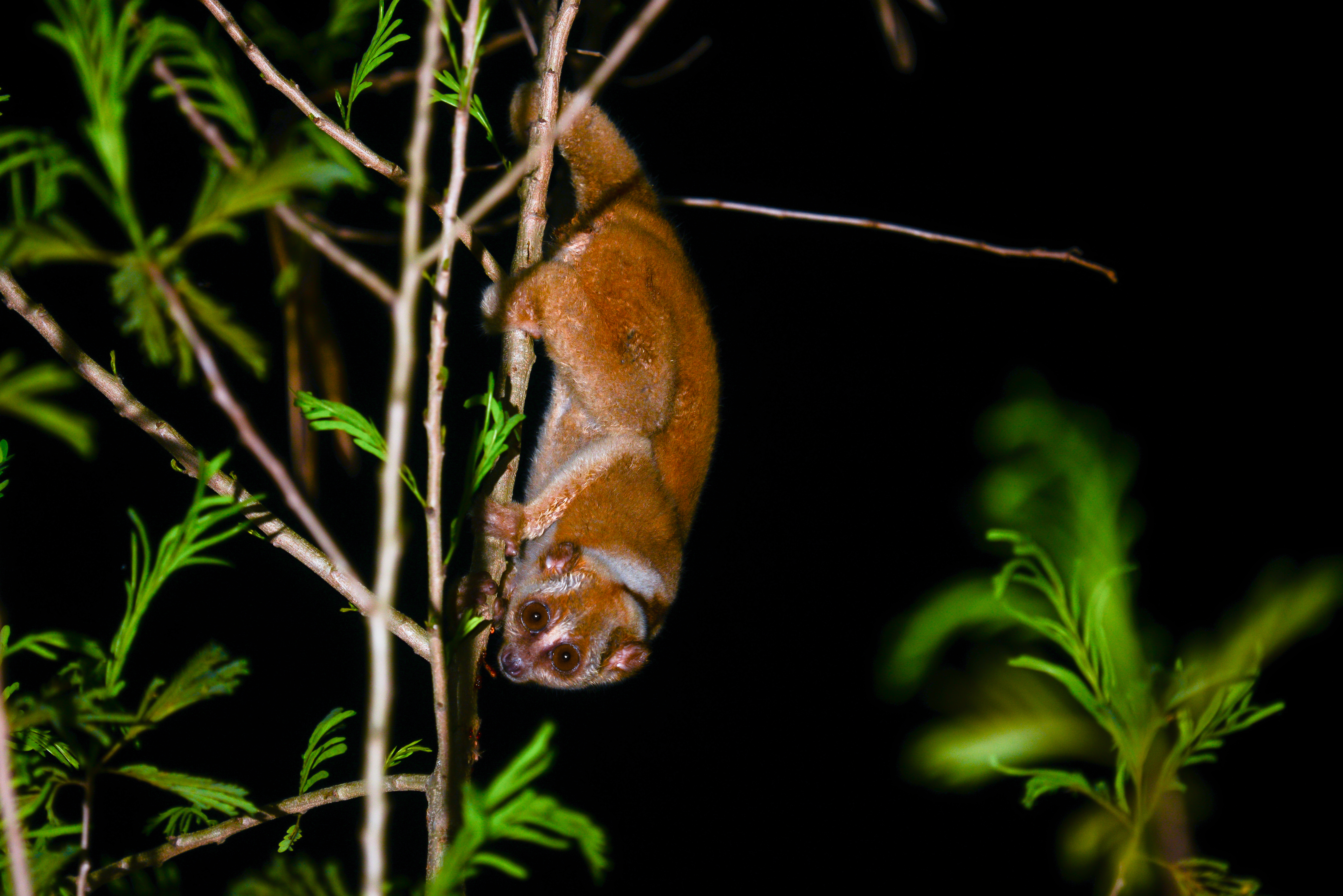
Loris lent, parc national de Kaeng Krachan, Thaïlande

C'est un primate prosimien mais ce n'est ni un singe ni un lémurien.
Ce primate mesure 30-38 cm (corps et tête), a une courte queue d'1-2 cm et pèse 1-2 kg. Sa face est blanche et ses grands yeux ronds proches l'un de l'autre sont cerclés d'un tour marron foncé. Son museau est court et pointu et ses oreilles sont petites et rondes. Son dos est brun et il a une bande sombre au milieu du dos qui va des épaules à la croupe. Son ventre est blanc.
Il est également le seul autre mammifère, en plus de l'être humain, à posséder autant de fibres musculaires lentes.
C'est un primate arboricole nocturne qui se déplace volontiers avec les mains à travers la canopée des arbres et qui va rarement au sol. 
Il vit seul, en couple ou en groupe.
Le mâle marque son territoire avec de l'urine, territoire qu'il défend contre les autres mâles.
Son espérance de vie serait de l'ordre de 10 à 15 ans à l'état sauvage et jusqu'à 20 ans en captivité.

## Nutrition
Le loris lent est omnivore. Il chasse la nuit en s'approchant lentement de ses proies sur lesquelles il bondit.
Il mange des insectes et leurs larves, des mollusques dont des escargots, des petits lézards et des œufs d'oiseaux ; il mange volontiers des fruits sucrés et apprécie parfois les pousses de bambous.

## Reproduction
La femelle met bas à un (ou rarement 2) petit après environ 185 jours de gestation. Elle allaite pendant 3 à 6 mois.

## Sous-espèces
D'après la troisième édition de Mammal Species of the World de 2005, cette espèce est constituée des trois sous-espèces suivantes :
- Nycticebus coucang coucang (Boddaert, 1785) -  Vulnérable
- Nycticebus coucang javanicus É. Geoffroy, 1812 -  En danger critique
- Nycticebus coucang menagensis Trouessart, 1898 -  Vulnérable

## Menaces et conservation
La sous-espèce Nycticebus coucang javanicus (le loris de Java) a été incluse en 2008 dans la liste des 25 espèces de primates les plus menacées au monde.